# Bầu cử lập pháp Pháp tháng 6 năm 1946
Một cuộc bầu cử lập pháp diễn ra vào ngày 2 tháng 6 năm 1946 ở Pháp để bầu ra Quốc hội Lập hiến soạn thảo ra hiến pháp mới thời hậu chiến. Cuộc bầu cử sử dụng thể thức đại diện tỷ lệ.
Sau sự giải phóng nước Pháp, có ba đảng thống trị chính trường nhờ đóng góp của họ trong kháng chiến chống Đức là Đảng Cộng sản Pháp (PCF), Chi bộ Pháp của Quốc tế Công nhân (SFIO) xã hội chủ nghĩa, và Phong trào Cộng hòa Nhân dân (MRP) dân chủ Cơ đốc giáo. Ba đảng thành lập chính phủ lâm thời được dẫn dắt bởi tướng Charles de Gaulle.
De Gaulle ủng hộ tổng thống chế. Ông cho rằng "chế độ đảng phái" thời đệ tam Cộng hòa đại nghị (đặc trưng với bất ổn và thay đổi liên minh chính trị liên tục) gây ra sự sụp đổ năm 1940. Tuy nhiên, ba đảng chính coi dân chủ nghị viện là không thể tách rời khỏi chủ nghĩa cộng hòa Pháp. Với họ, kế hoạch của de Gaulle như chủ nghĩa Bonaparte tái sinh. Tháng 1 năm 1946, de Gaulle từ chức.
Félix Gouin xã hội chủ nghĩa kế nhiệm de Gaulle. Dự thảo hiến pháp đầu tiên được thông qua bởi Quốc hội. Nó được ủng hộ bởi những người cộng sản và xã hội chủ nghĩa. Dự thảo này tập trung quyền lực vào một Quốc hội đơn viện, bãi bỏ Thượng viện Pháp. Phe Dân chủ Cơ đốc giáo kêu gọi bỏ phiếu "Không" cùng de Gaulle cũng như các thành phần phản đối hiến pháp mới khác (hữu khuynh cổ điển, Tập hợp Cộng hòa Tả khuynh do Đảng Cấp tiến thống trị).
Liên minh "Không" cảnh báo cử tri rằng chế độ độc tài sẽ hình thành với quốc hội do Marxist thống trị. Trong liên minh "Có", SFIO từ chối đề nghị của Cộng sản về một chiến dịch chung. Cuối cùng, phe "Không" thắng với 53% số phiếu trưng cầu dân ý tháng 5, 1946.
Kết quả, Quốc hội mới được bầu nhằm soạn thảo ra một dự thảo hiến pháp mới. MRP, dẫn đầu phe "Không", trở thành đảng nhiều phiếu và ghế nhất, hơn cả PCF. Vì phái cộng sản và xã hội chủ nghĩa không còn chiếm đa số, MRP là đồng minh cần thiết cho họ để viết hiến pháp. Lãnh đạo MRP George Bidault đứng đầu chính phủ lâm thời.

## Kết quả
| Đảng                         | Đảng                              | Phiếu bầu  | %      | Ghế |
| ---------------------------- | --------------------------------- | ---------- | ------ | --- |
|                              | Phong trào Cộng hòa Nhân dân      | 5.589.059  | 28.11  | 160 |
|                              | Đảng Cộng sản Pháp                | 5.199.111  | 26.15  | 146 |
|                              | Chi bộ Pháp của Quốc tế Công nhân | 4.187.818  | 21.06  | 115 |
|                              | Đảng Cộng hòa Tự do               | 2.539.845  | 12.78  | 62  |
|                              | Đảng Cấp tiến Xã hội              | 2.295.119  | 11.54  | 39  |
|                              | Khác                              | 69.789     | 0.35   | 0   |
| Tổng cộng                    | Tổng cộng                         | 19.880.741 | 100.00 | 522 |
|                              |                                   |            |        |     |
| Phiếu bầu hợp lệ             | Phiếu bầu hợp lệ                  | 19.880.741 | 98.35  |     |
| Phiếu bầu không hợp lệ/trống | Phiếu bầu không hợp lệ/trống      | 334.459    | 1.65   |     |
| Tổng cộng phiếu bầu          | Tổng cộng phiếu bầu               | 20.215.200 | 100.00 |     |
| Cử tri phiếu bầu đã đăng ký  | Cử tri phiếu bầu đã đăng ký       | 24.696.949 | 81.85  |     |
| Nguồn: Nohlen & Stöver       |                                   |            |        |     |